# ماريو سانتانا
ماريو ألبيرتو سانتانا (بالإسبانية: Mario Santana)‏ من مواليد 23 ديسمبر 1981 في كومودورو ريفادافيا في الأرجنتين، لاعب كرة قدم أرجنتيني.
بدأ مسيرته الكروية مع نادي سان لورينزو في عام 1999، ولعب معهم حتى عام 2001، وشارك معهم في 33 مباراة وسجل هدفين، وفي عام 2002 لعب مع نادي فينيسيا الإيطالي، وشارك معهم في 4 مباريات، وفي موسم 2002/2003 انتقل إلى نادي باليرمو الإيطالي، وشارك معهم في 33 مباراة وسجل هدف واحد، وفي موسم 2003/2004 أعير إلى نادي كييفو الإيطالي، ولعب معهم في 28 مباراة وسجل 3 أهداف، وفي عام 2004 عاد إلى نادي باليرمو الإيطالي، ولعب معهم حتى عام 2006، وشارك معهم في 58 مباراة وسجل 3 أهداف، ومنذ عام 2006 وهو يلعب مع نادي فيورنتينا الإيطالي.
و قد بدأ باللعب مع منتخب الأرجنتين لكرة القدم في عام 2004.

## مسيرته الكروية
لعب ماريو سانتانا خلال مسيرته الاحترافية مع 12 ناديًا في أربعة وعشرون موسمًا وسجل خلالها 65 هدفًا ضمن 435 مباراة. حيث فاز في موسم واحد بالكأس وفي موسم واحد بالدوري.
خاض ماريو سانتانا مسيرته مع نادي سان لورينزو في موسم 1999–00 واستمر معه طيلة ثلاثة مواسم، مشاركًا في 33 مباراة سجل خلالها هدفين. ثم انتقل إلى نادي فينيزيا في موسم 2001–02 لمدة موسم واحد، حيث شارك في 4 مباريات ولم يسجل أي هدف. لينتقل بعدها إلى نادي باليرمو في موسم 2002–03 في المرة الأولى لمدة موسم واحد ثم في موسم 2004–05 ولمدة موسمين، مشاركًا طوالها في 91 مباراة سجل خلالها 4 أهداف. ثم انتقل إلى نادي كييفو فيرونا في موسم 2003–04 لمدة موسم واحد، مشاركًا في 28 مباراة سجل خلالها 3 أهداف. هذا وانتقل لاحقًا إلى نادي فيورنتينا في موسم 2006–07 ليلعب معه خمسة مواسم، مشاركًا في 108 مباراة سجل خلالها 15 هدفًا. ثم انتقل بعدها إلى نادي تشيزينا في موسم 2011–12 لمدة موسم واحد، مشاركًا في 16 مباراة سجل خلالها 3 أهداف. ليعود وينتقل من جديد، لكن هذه المرة إلى نادي تورينو في موسم 2012–13 لمدة موسم واحد، مشاركًا في 27 مباراة سجل خلالها 4 أهداف. لينتقل بعدها إلى نادي أولهانينسي في موسم 2013–14 لمدة موسم واحد، مشاركًا في 3 مباريات ولم يسجل أي هدف. ثم لعب في نادي فروسينوني في موسم 2014–15 لمدة موسم واحد، مشاركًا في 12 مباراة سجل خلالها هدفًا واحدًا. ليعود ويرتحل عنه إلى نادي برو باتاريا في موسم 2015–16 ليلعب معه أربعة مواسم، مشاركًا في 99 مباراة سجل خلالها 33 هدفًا.

## روابط خارجية
- ماريو سانتانا على موقع الاتحاد الدولي (مؤرشف)  (الإنجليزية)
- ماريو سانتانا على موقع الاتحاد الأوربي (الإنجليزية)
- ماريو سانتانا على موقع قاعدة بيانات كرة القدم.إي يو (الإنجليزية)
- ماريو سانتانا على موقع ناشيونال فوتبول تيمز (الإنجليزية)
- ماريو سانتانا على موقع Soccerway.com (الإنجليزية)
- ماريو سانتانا على موقع عالم كرة القدم.نت (الإنجليزية)
- ماريو سانتانا على موقع AS.com (الإسبانية)